# Ямашинська війна
Ямашинська війна (англ. Yamasee War) — війна між британськими поселенцями провінції Кароліна та племенем ямасі, яких підтримували інші племена корінних індіанців, як-то мускоги, черокі, катоба, апалачі, апалачикола, ючі, шауні, конгарі, воксо, санті, піді, плем'я Кейп-Фір, черо та інші, що точилася в південній Кароліні з 1715 до 1717 року. Деякі з племінних груп брали мінімальну участь у бойових діях проти колоністів, натомість інші здійснювали масовані атаки по всій південній Кароліні, намагаючись повністю знищити поселенців.
Американські корінні індіанці атакували багато населених пунктів, вбиваючи сотні колоністів і руйнуючи усі їхні поселення, одночасно було вбито багато торговців по всьому південно-східному регіону. Колоністи покинули кордони і втекли до міста Чарльз-Таун. Коли в них закінчилися припаси, чимало померло від голодної смерти. Протягом 1715 року постало питання виживання колонії Південної Кароліни. Ситуація в корні змінилася на початку 1716 року, коли черокі перейшли на бік колоністів проти племені мускоги, їхнього традиційного ворога. Останні бійці корінних американців вийшли з конфлікту в 1717 році, в колонії утворився неміцний мир.
Ямашинська війна була одним з найбільш руйнівних і трансформаційних конфліктів в історії колоніальної Америки. Більше року колонія перебувала на межі повного знищення. Близько 7 % поселенців Південної Кароліни було вбито, що зробило війну однією з найкривавіших війн в американській історії. Війна та її наслідки змінили геополітичну ситуацію як європейських колоній, так і корінного населення, і сприяли утворенню нових конфедерацій корінних американців, таких як Маскогі-Крик та катоба.
Причини спалаху війни були доволі складними та багатогранними, а приводи для участі у веденні бойових дій відрізнялись у багатьох індіанських груп, які брали в ній участь, у залежності від мотивів чи визначених цілей. Багато чинників, що спровокували війну, залежали від існуючої системи торгівлі між племенами та поселенцями, фактів зловживання торговцями, работоргівлі полоненими з числа корінного американського населення, зменшення популяції оленів - одного з основних джерел їжі для тубільного населення, наростання індіанських боргів на відміну від збільшення багатства серед деяких колоністів, розширення рисових плантацій та інших угідь сільського господарства на землях корінного населення, французька влада в Луїзіані, яка пропонувала альтернативу британській торгівлі, давні встановлені зв'язки індіанців з іспанською Флоридою, боротьба за владу серед індіанських груп та недавній досвід у військовій співпраці між раніше віддаленими племенами.